# أب شيرين (غهرة)
أب شیرین (بالفارسية: آب شیرین) هي قرية تقع في إيران في قسم غهرة الريفي. يقدر عدد سكانها بـ 35 نسمة .